# بخش لاکیسرای
بخش لاکیسرای (به انگلیسی: Lakhisarai district) یک منطقهٔ مسکونی در هند است که در Munger division واقع شده‌است. ببخش لاکیسرای ۱٬۲۲۸ کیلومتر مربع مساحت و ۱٬۰۰۰٬۹۱۲ نفر جمعیت دارد.